# Order Niepokalanego Poczęcia Najświętszej Marii Panny
Order Niepokalanego Poczęcia Najświętszej Marii Panny – miał być pierwszym polskim nowożytnym odznaczeniem, ustanowionym na wzór dynastycznych zakonów rycerskich. Ustanowiony przez Władysława IV i zatwierdzony przez papieża Urbana VIII w 1634, został zlikwidowany w 1638, nie doczekawszy się żadnego odznaczonego.

## Historia
Jego ideę podsunął królowi Władysławowi IV Wazie w 1632 podskarbi nadworny koronny Jerzy Ossoliński. Zgromadzenie kawalerów orderu miało skupić wokół króla katolików popierających jego antyturecką politykę. Liczba ich miała wynosić siedemdziesięciu dwóch mianowanych przez króla „braci” krajowych i dwudziestu czterech zagranicznych. Projekt statutu zobowiązywał ich do posłuszeństwa wobec wielkiego mistrza orderu, którym miał być każdorazowy król polski, obejmujący ten urząd przy koronacji.
Projekt ustanowienia orderu Ossoliński w 1633 przedstawił w Rzymie papieżowi Urbanowi VIII, który 5 lipca 1634 wydał bullę zatwierdzającą fundację orderu. Ogłoszenie decyzji królewskiej w 1637 wywołało jednak opozycję szlachecko-magnacką. Cieszący się autorytetem magnaci jak Stanisław Koniecpolski czy Stanisław Lubomirski dowiedziawszy się, że figurują na liście kandydatów, odmówili przyjęcia. Ten drugi motywował swój krok wiekiem, podkreślając przy tym, że jak dotąd służył bez tego zaszczytu, tak nadal będzie wierny Rzeczypospolitej i królowi, ostrzegał też przed „nowościami”, budzącymi brak zaufania szlachty. Przeciwnikiem był też ówczesny prymas Jan Wężyk zaś wojewoda wileński, hetman wielki litewski Krzysztof Radziwiłł, będący z wyznania kalwinem, opracował memoriał „Rationes przeciwko Kawaleriej” i rozpoczął energiczną kampanię przeciw orderowi (pociągnęło to kolejne publikacje za i przeciw). Początkowo król odwlekł ostateczną decyzję, jednak w 1638 poświadczył na piśmie, że bez zgody Sejmu nie będzie stanowił orderów. Kwestionując książęcy tytuł Ossolińskiego Sejm równocześnie zakazał używania tytułów arystokratycznych, jako sprzecznych z równością szlachecką.
Według oceny jednego z historyków „Lepiej niż kawaleria służyłaby Polsce szkoła rycerska, jaką po kolei obiecywali zakładać różni elekci (także i Władysław IV), a jaką założy dopiero ostatni król, prawdziwy wychowawca i reformator. Kraj bowiem potrzebował więcej myśli politycznej niż elity orderowej, zaś pod tym względem złote czasy Władysławowe nie przyniosły prawie nic nowego (…)”.

## Odtworzenie Orderu

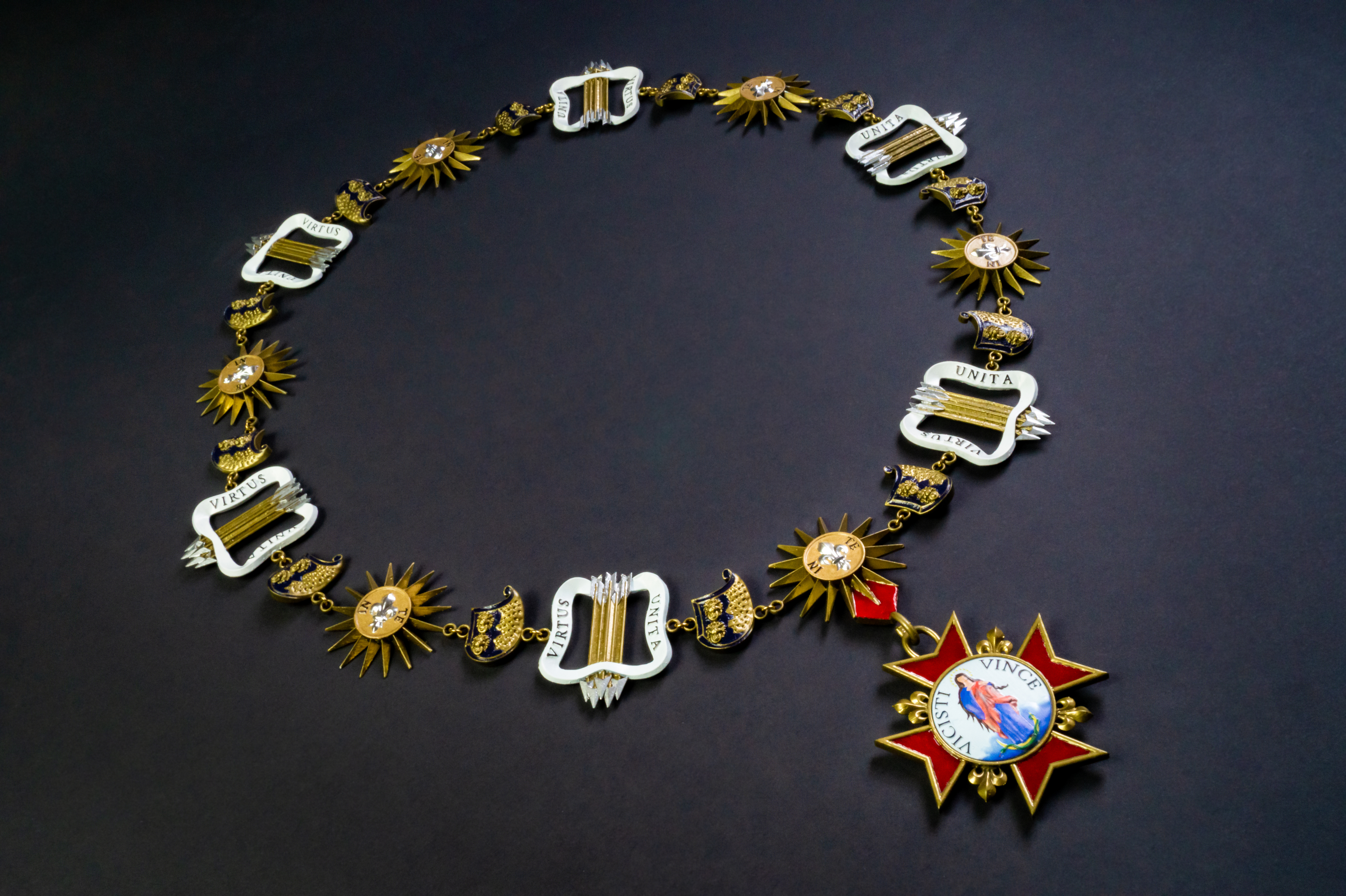
Rewers Orderu Niepokalanego Poczęcia NMP wraz z łańcuchem (2019)

W 2019 na podstawie rysunków odtworzono Order Niepokalanego Poczęcia NMP. Zrobiła to Fundacja Order Jana III Sobieskiego, która została założona w Częstochowie w lutym 2019. Inicjatorem odtworzenia Orderu Niepokalanego Poczęcia NMP oraz Orderu Jana III Sobieskiego oraz fundatorem fundacji jest Tomasz Jaskóła, poseł na Sejm VIII kadencji. 

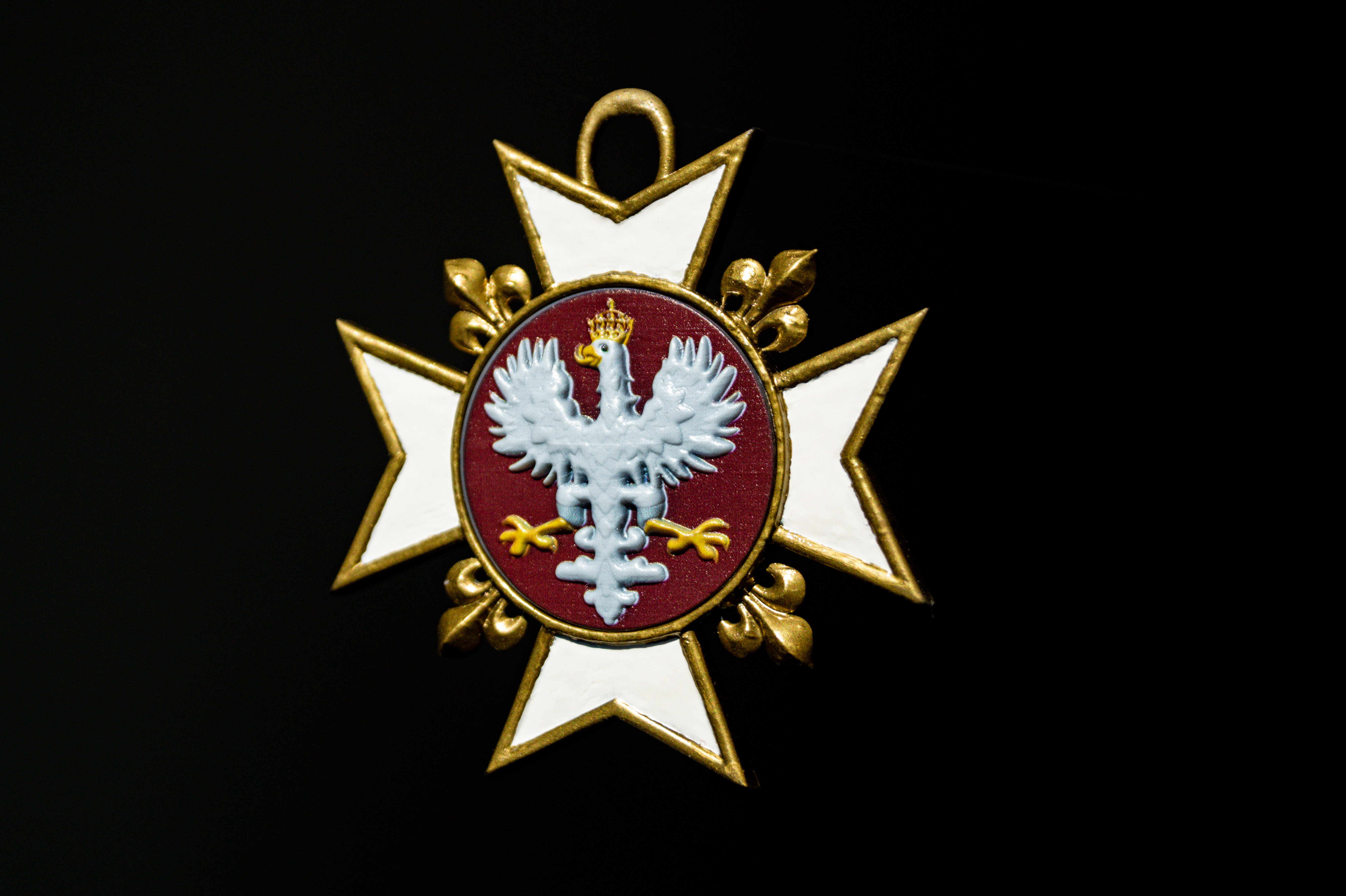
Awers Orderu Niepokalanego Poczęcia NMP (2019)